# 蕭惠開
蕭惠開（423年—471年），初名蕭慧開，南蘭陵人。南朝宋外戚蕭思話長子。

## 生平
蕭惠開年輕有風采氣度，涉獵文史，雖然出身尊貴外戚家庭，但起居都簡單樸素。惠開初任祕書郎，但志趣與當時其他人不同，和同列人或許三年都沒談過話。後來惠開轉任太子舍人，和同職的周朗交好，互相欣賞對方異於流俗的志趣。後歷轉尚書水部郎，始興王劉濬征北府主簿、南徐州治中從事史，汝陰王友，南徐州別駕，中書侍郎，江夏王刘义恭大將軍大司馬從事中郎等職。後轉太子中庶子。
孝建元年（454年），蕭惠開轉任黃門侍郎，其時積射將軍徐沖之遭侍中何偃貶黜，蕭惠開為此與何偃爭論，雖然何偃於當時很得寵任，但惠開不因而退縮，憤怒的何偃遂命人彈劾惠開，惠開亦上表孝武帝要求解職，並申明自己理據。可是宋孝武帝偏幫何偃，以其多次託病為由免去其官職。父親蕭思話向來恭謹，本對行為有異的惠開多有嫌惡責難，這回看到惠開自請解職的上表後就自歎：「兒子不幸與周朗周旋，理應如此。」打了惠開二百杖。後惠開復任太子中庶子。
孝建二年（455年），蕭思話去世，惠開丁憂，待喪期過後即任司徒左長史，襲封父爵封陽縣侯。大明二年（458年），惠開出任海陵王劉休茂的北中郎長史、寧朔將軍、襄陽太守，行雍州州府事。惠開善於為政，任內雍州動武之事都被壓制禁止。後轉新安王劉子鸞的冠軍長史，行吳郡事。後惠開妹將嫁桂陽王刘休范，女兒也要嫁給孝武帝的皇子，婚事需要高達二千萬的開支，故孝武帝特別以惠開為豫章內史，任由他肆意斂財，但就在當地造成貪婪暴虐的壞名聲。惠開後轉御史中丞，上任後百官都忌憚他，一直至大明八年（464年）轉任侍中，但孝武帝下詔稱許惠開「奉法直繩，不阿權威」，又讓其復任御史中丞。後因母喪離職。
同年孝武帝去世，宋前廢帝即位，惠開獲授持節、督青冀二州諸軍事、輔國將軍、青冀二州刺史，但惠開並不出行。不久改督益寧二州刺史，持節、輔國將軍、益州刺史。惠開向來有大志，到益州後就廣結人脈，又因為口才好，對幕僚及當地士人說收牂柯、越巂二郡為內地，進而綏討蠻族，開闢土地，收取租稅。聽過他說的人都認為大事可成。不過治理下去因為惠開多作刑獄誅殺之事，令蜀人對他都有猜疑怨恨。
泰始元年（465年）年末，宋前廢帝為壽寂之所殺，宋明帝即位，先後兩度進惠開為冠軍將軍和平西將軍，並改督為都督。不過，其時前废帝弟江州刺史晋安王劉子勛亦於尋陽抗拒建康政權，並於泰始二年（466年）年初即位為帝，惠開大集僚屬，表示支持作為孝武帝兒子的劉子勛，遂遣巴郡太守費欣壽領二千兵東下作支持。不過欣壽被任叔兒所敗，陝口道被封阻；惠開再派益州治中程法度領三千兵經梁州外出，道路又遭氐人楊僧嗣所阻。這種情形下，原本對惠開有所猜怨的蜀人就趁機反叛，晉原郡人率先起事，其餘諸郡都立即響應，最終將成都圍困住。成都城內由東方帶來的兵力不足二千人，但惠開懷疑蜀人的忠誠，都將他們都放出城了。至八月，尋陽失陷，劉子勛被殺。劉子勛的弟弟荆州刺史临海王刘子顼手下将士也因此逃散。荆州官员想奉刘子頊奔益州投奔蕭惠開，但典籤阮道預、邵宰不同意，指明帝已表示刘子顼等藩王如果归顺可以复爵，且任叔兒、楊僧嗣已经断绝了道路，于是派使者投降明帝，刘子顼因而被捕。
刘子勋败亡的消息傳至成都後，圍城眾人都想攻下成都以博取大量賞賜，然而惠開每次派軍進擊都會獲勝而還，殺傷大量敵人，然而外面敵人的兵力卻一直增加，比城內軍隊多了十多萬人。另一方面，宋明帝以蜀地偏遠，於是赦惠開之罪，派惠開弟弟蕭惠基作為使者入蜀宣旨。但惠基到涪城時蜀人還是想破城，不想詔命傳開，於是強留惠基，惠基遂命部曲攻襲渠帥馬興懷等人，成功脫險到達成都。惠開聞旨後歸降，成都之圍亦得解。宋明帝又派了惠開同宗的蕭寶首循水路出使慰問益州，但寶首也想藉此機會立下平蜀功勳，竟煽動蜀人起事，於是蜀人又再聚起來起事，最終二十萬人又逼近成都。惠開於是下令迎擊，為免被指抗命攻擊使者，就由兩名心腹帶著寫著原委的信件前去報告朝廷。最終敵軍在蕭惠訓、費欣業的進攻下潰敗，寶首被生擒並囚在成都，兩個心腹亦成功在敵軍潰敗時策馬衝出去，將信送遞到朝廷處，朝廷遂下令執送蕭寶首。泰始四年（468年），惠開返回建康。
泰始五年（469年），任桂陽王劉休範征北長史，南東海太守，不久轉晉平王劉休祐驃騎長史。泰始六年（470年）轉任少府，加給事中。惠開向來性格剛烈，轉任少府後更覺自己不得志，常和人說：「人生不得行胸懷，雖壽百歲，猶為夭也。」於是發病吐血。泰始七年（471年），惠開去世，享年四十九歲。

## 性格特徵
- 蕭惠開任益州刺史時，其錄事參軍到希微在當地欠債近百萬，到惠開要離開時希微遭債主追債而未能同行。惠開本身和希微不是太熟絡，但覺得希微隨他入蜀，卻未能帶他一同離去是羞恥的，故將自己六十匹馬都給希微還債。離開時，惠開更加將二千多萬資財散在路上，並不帶走。
- 惠開丁父憂時居喪有孝性，由於家族信佛，故惠開就為父建了四寺，分別在南岡建禪岡寺，曲阿舊宅建禪鄉寺，京口墓亭建禪亭寺，封陽縣就建禪封寺，並將封陽縣國秩都全部用在寺中僧眾生活，不再分給蕭家子弟。
- 惠開和一眾弟弟並不睦，惠基為使者入蜀，也沒有和其私下見面，即使和同母弟蕭惠明也有嫌隙。

## 子
- 蕭叡，嗣子。南齐受禅，封阳县侯国除。

## 延伸阅读
[在维基数据编辑]
 《宋書/卷87》，出自沈约《宋书》